# Chorumgang

Chorumgang (rot)

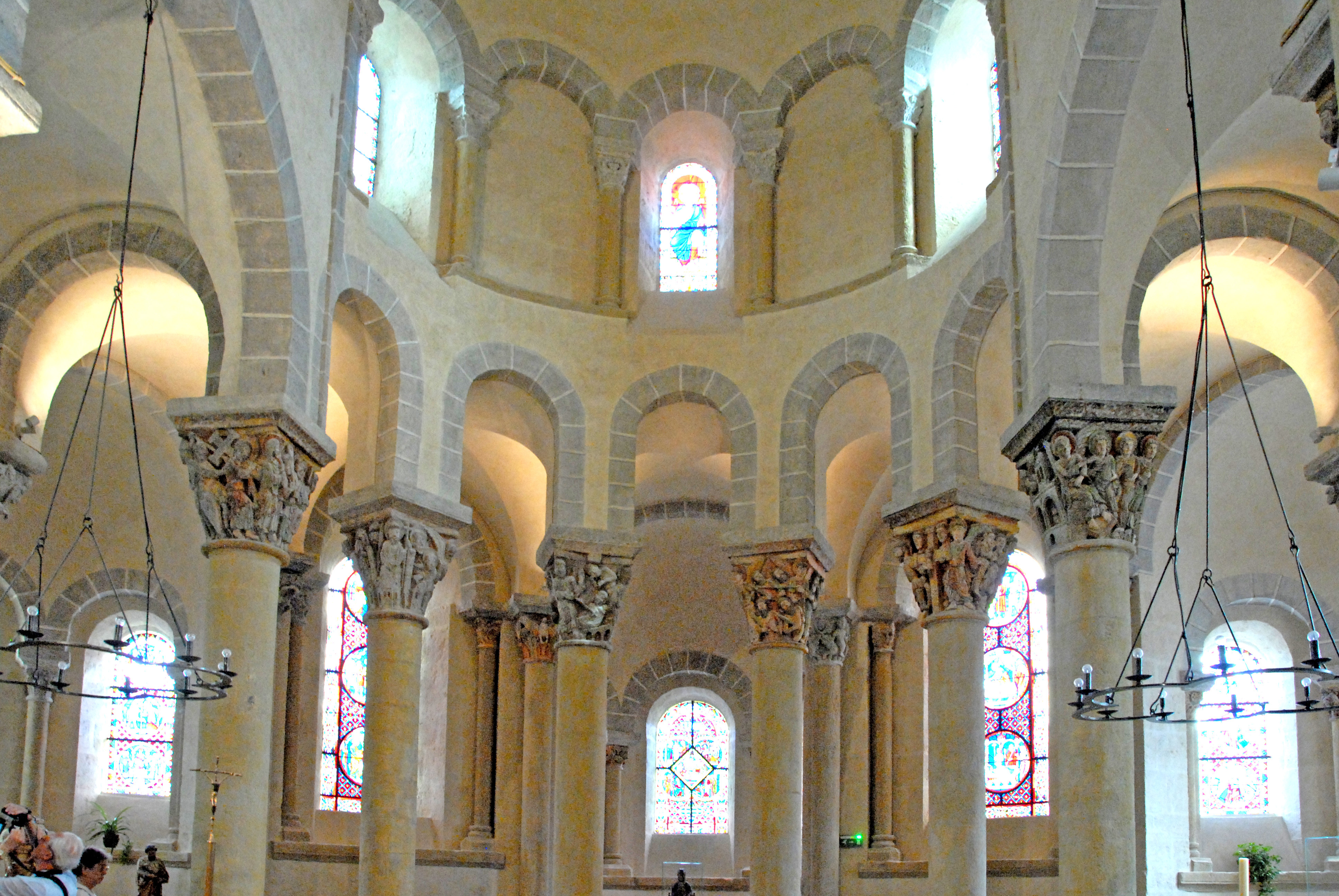
St-Nectaire, Chorapsis und Umgang

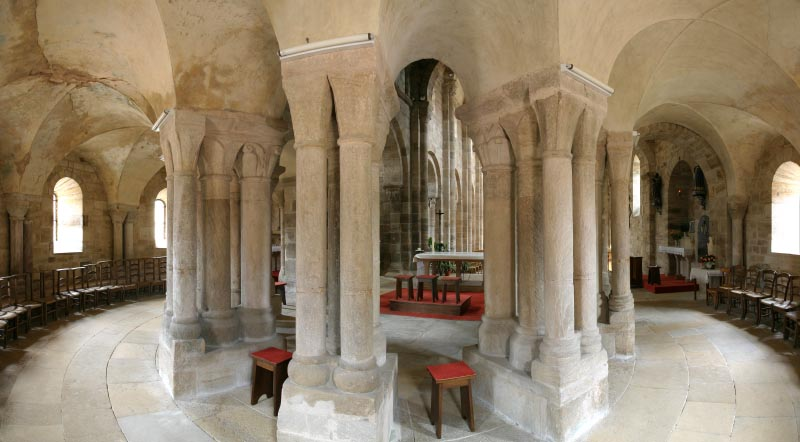
Église Bois-Sainte-Marie, Chorumgang

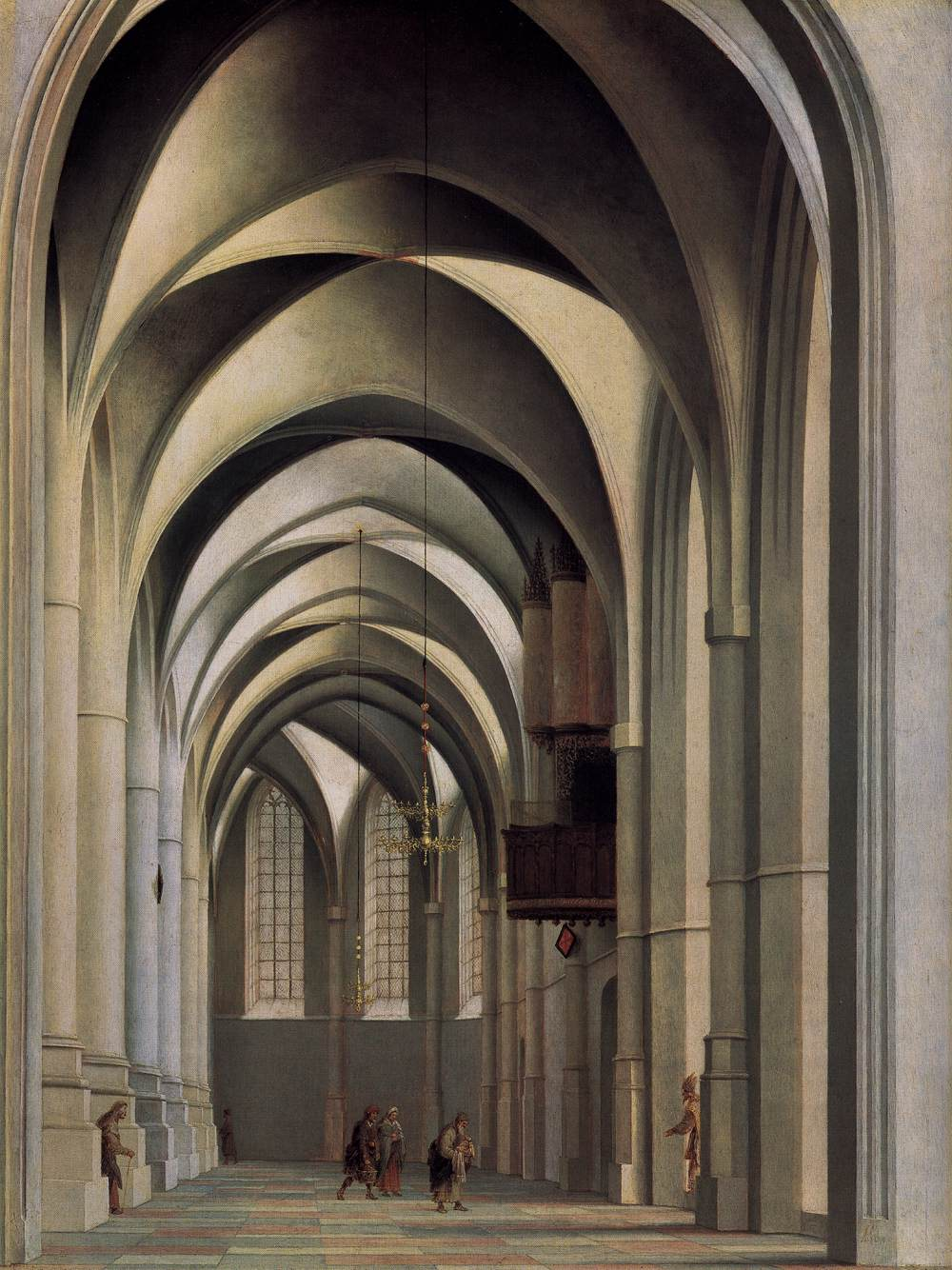
Blick in den Chorumgang von St. Bavo in Haarlem, Gemälde von Pieter Jansz. Saenredam, 1635

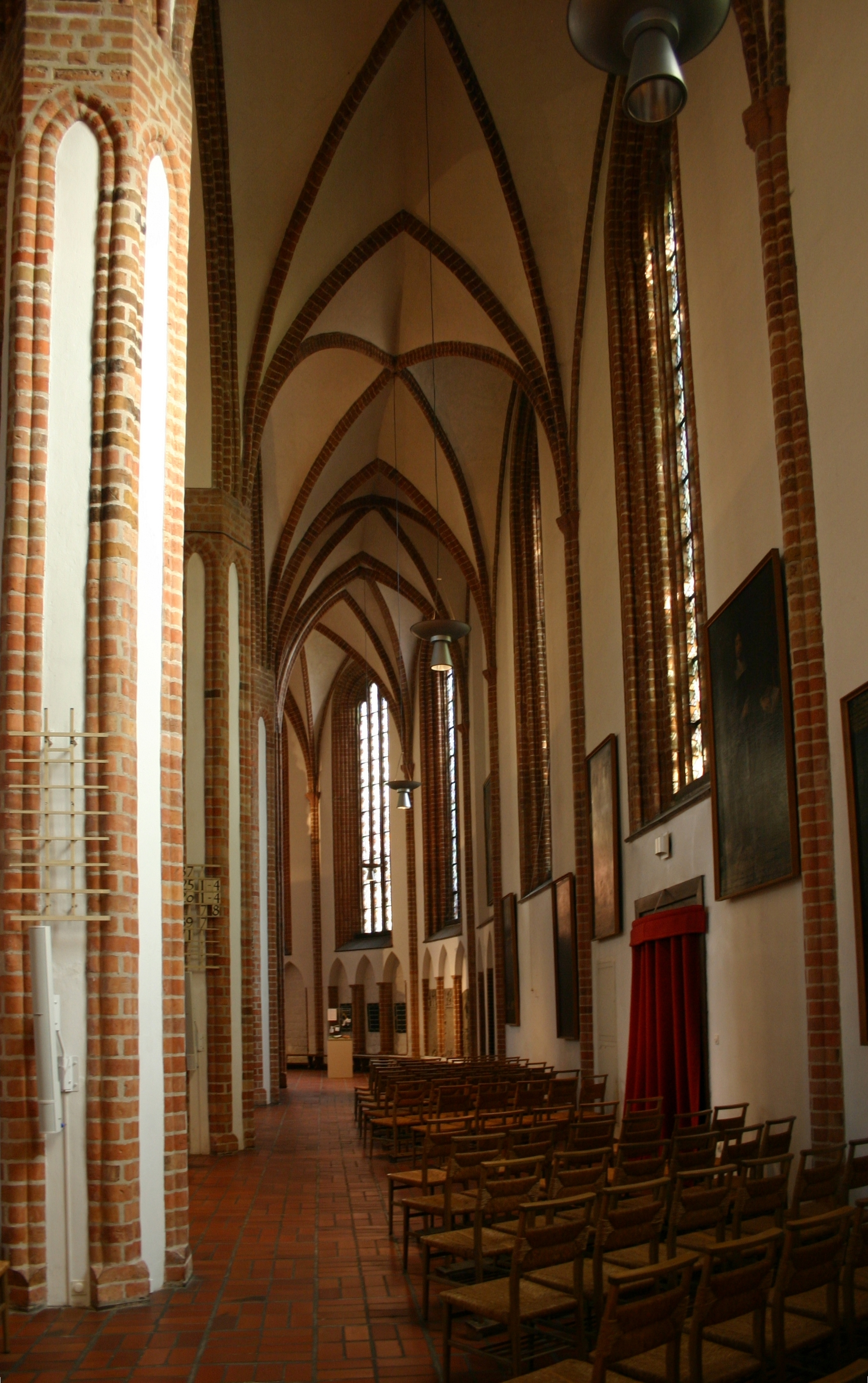
In St. Nikolai (Spandau) setzen sich die Seitenschiffe der Hallenkirche in gleicher Höhe in den Hallenumgangschor fort.

Als Chorumgang oder (De-)Ambulatorium (von lateinisch ambulare „gehen“) wird der Bauteil eines traditionellen Kirchenbauwerks im christlichen Abendland bezeichnet, der in Weiterführung der Seitenschiffe über die Querschiffarme hinweg (sofern vorhanden) um den Chor herum angeordnet ist. Der Umgang erscheint als eine um die Chorapsis und die Chorjoche herumlaufende Galerie aus meist schlanken gestelzten Bögen (mit nach unten verlängerten Enden) auf Pfeilern. Chorumgänge waren vor allem beliebt bei Pilgerkirchen, so als Stationen auf dem Jakobsweg nach Santiago de Compostela. In den Kirchen des Mittelalters erzielte jeder Altar und jede Kapelle eigene Einnahmen durch Altarstiftungen und Messstipendien. Die Vermehrung der Kapellen ermöglichte es einer Kirche, durch mehr Stifter so ihre Einnahmen zu vergrößern.
Kirchen mit einem Chorumgang werden auch als Umgangskirchen bezeichnet.

## Funktionen
Chorumgänge besaßen üblicherweise liturgische Funktionen, bei denen sie als Prozessionsgang der Kleriker und Ministranten genutzt wurden. In historischen Pilgerkirchen dienten sie darüber hinaus den Prozessionen der im Mittelalter oft zahlreichen Pilger, die über eines der Seitenschiffe einzogen, dann um den Chor herum und über das gegenüber liegende Seitenschiff wieder hinausziehen zu können. Dabei führte ihr Weg oft an zahlreichen auf Altären in Kapellen ausgestellten Reliquien vorbei, zu deren Verehrung sie gekommen waren. Nicht zuletzt haben diese zur Spendenbereitschaft der Pilger beigetragen.
Chorumgänge sind fast immer in baulicher Einheit mit einer radialen Reihung (entlang des Radius) von Kapellen anzutreffen, die auch als Kapellenkranz bezeichnet werden. Die Anzahl der Kapellen ist unterschiedlich und abhängig von der Größe des Chorhauptes. Sie halten oft untereinander mehr oder minder breite Abstände, in denen die äußere Umgangswand stückweise sichtbar wird und in denen meist einzelne Fenster ausgespart sind. In andern Fällen stoßen sie unmittelbar gegeneinander, wie etwa am Kölner Dom.

## Architektur
Chorumgänge wurden bei ihrer Errichtung mit den jeweils zeitüblichen Gewölben überdeckt. Es gibt sie bereits in den aus dem natürlichen Felsen herausgehauenen Chaitya-Hallen der frühbuddhistischen Höhlenklöster Nordindiens des 2. bis 6. Jahrhunderts (z. B. in den Karla-Höhlen oder den Aurangabad-Höhlen).

### Romanik
In der Romanik war es zunächst das durchgehend umlaufende Tonnengewölbe. An die Öffnungen der Arkaden des Chors, der Kapellen und eventuell der Fenster in den Kapellenzwischenräumen schlossen in radialer Anordnung kurze Quertonnen an, die sogenannten Stichkappen. Diese Stichkappen verschneiden sich mit dem Hauptgewölbe des Umgangs in parabelförmigen Graten (Beispiel: Notre-Dame de Châtel-Montagne).
Gleichfalls in die Romanik einzuordnen sind umlaufende Kreuzgratgewölbe. Die rechteckigen Gewölbefelder gegenüber den Chorjochen werden durch diagonale Grate in gleichschenklige Dreiecke geteilt. Die Felder gegenüber der Rundung der Chorapsis weisen polygonale Umrisse auf, mit diagonalen Graten mit stark verzerrten Dreiecken. Die Gewölbefelder werden durch parallele Grate, auch von Gurtbögen, aber auch gar nicht getrennt, wie etwa bei St-Étienne de Nevers oder Notre-Dame-du-Port de Clermont-Ferrand.

### Gotik

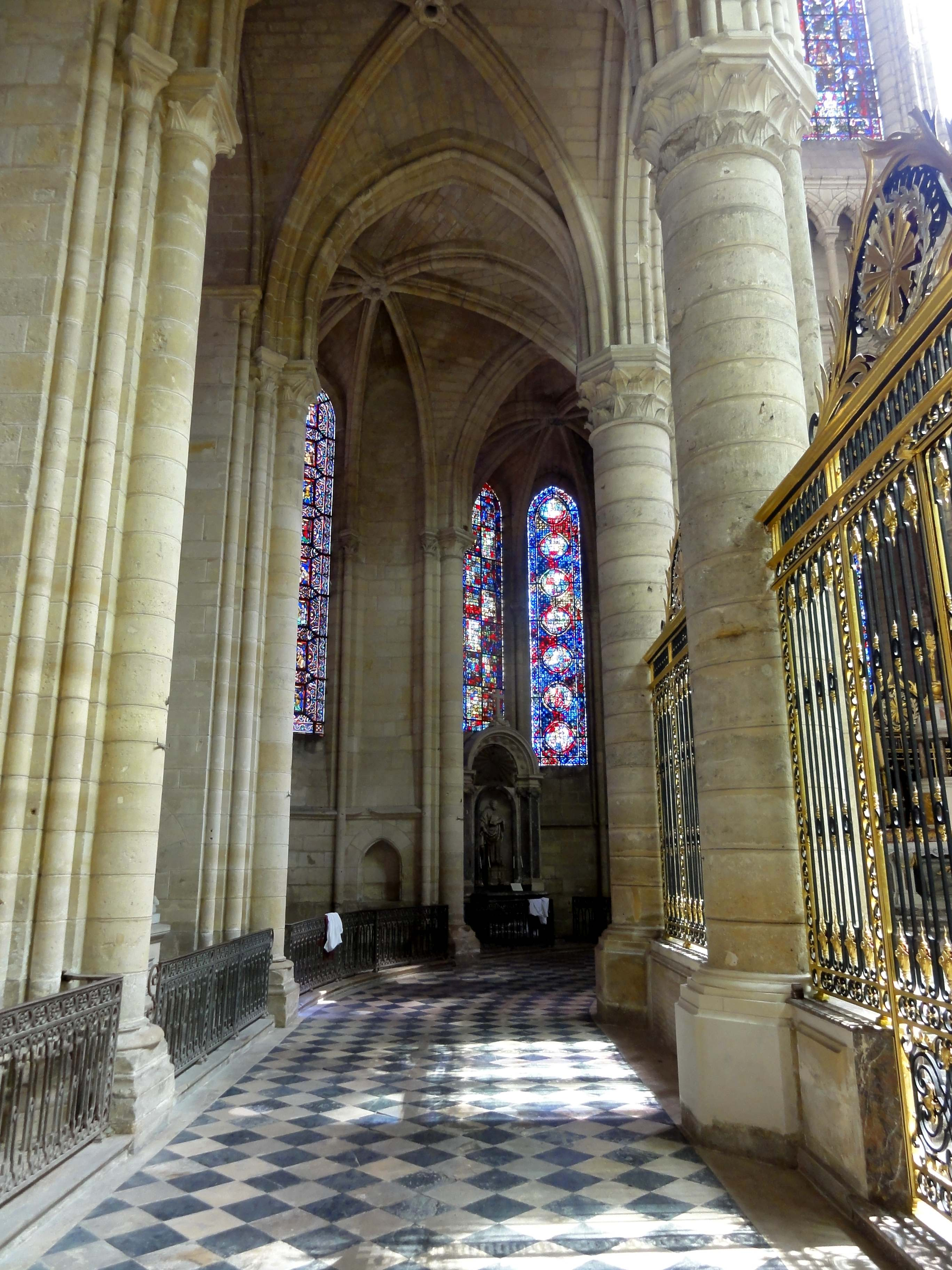
In der Kathedrale von Soissons wurden schon 1197–1216 die Joche des Chorumgangs mit den Kapellen verschmolzen.

Die in der gotischen Epoche vor allem bei Kathedralen stark vertretenen Chorumgänge werden von Kreuzrippengewölben überdeckt. Die ersten gotische Umgangschöre in Deutschland gehören noch der Frühgotik an, am Limburger Dom und am Magdeburger Dom. Bei jenem haben zwar die zuvor errichteten Kapellen Rippengewölbe und alle Pfeiler die vorbereitenden Dienste, aber einige Joche des Umgangs wurden dann doch ohne Rippen eingewölbt. Ebenso wie bei Notre-Dame de Paris und dem Magdeburger Dom sind auch beim hochgotischen Umgangschor des Kölner Doms die angeschlossenen Kapellen durch Scheidbögen vom Chorumgang getrennt. In der Kathedrale von Soissons, der Lübecker Marienkirche und vor allem späteren Kirchen wurde der Grundriss vereinfacht, hier ist der polygonale Binnenchor von sechseckigen Jochen umgeben, die jeweils gleichermaßen als Teil des Umgangs und als Kapelle dienen.

### Renaissance, Barock
Nach dem Ende des Mittelalters wurden keine neuen Chorumgänge mehr errichtet.